# Satan (film, 1920)
Pour les articles homonymes, voir Satan (homonymie).
Pour plus de détails, voir Fiche technique et Distribution.
Satan (The Penalty) est un film muet américain réalisé par Wallace Worsley, sorti en 1920.

## Synopsis
À la suite d'un accident de la circulation, un enfant est amputé des deux jambes par le docteur Ferris ; le jeune garçon apprend, quelques heures plus tard, que l'opération n'était pas indispensable à sa survie : il demeurera à jamais infirme à cause de la maladresse d'un jeune chirurgien inexpérimenté.
Vingt-cinq ans plus tard, devenu "Blizzard", il domine et régente la pègre de la "Barbary Coast" de San Francisco et prépare dans l'ombre la révolte des démunis pour s'emparer de la ville.

## Fiche technique
- Titre original : The Penalty
- Titre français : Satan
- Réalisation : Wallace Worsley
- Scénario : Charles Kenyon (en) et Philip Lonergan, d'après le roman The Penalty de Gouverneur Morris (en)
- Photographie : Don Short
- Direction artistique : Gilbert White
- Montage : J.G. Hawks et Frank E. Hull (non crédités)
- Production : Samuel Goldwyn et Rex Beach producteur exécutif (non crédités)
- Sociétés de production : Eminent Authors Pictures et Goldwyn Pictures Corporation
- Société de distribution : Goldwyn Distributing Company
- Pays de production :  États-Unis
- Langue originale : anglais
- Format : noir et blanc — 35 mm — 1,37:1 — film muet
- Durée : 90 minutes (version restaurée) - 7 bobines (version originale)
- Genre : Thriller
- Date de sortie :
  - États-Unis : août 1920
- Licence : domaine public

## Distribution
- Lon Chaney : Blizzard
- Charles Clary : Dr Ferris
- Doris Pawn : Barbary Nell
- James Mason : Frisco Pete

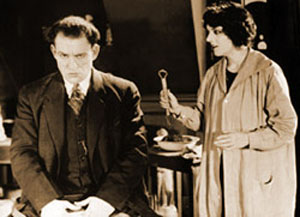
Lon Chaney et Claire Adams

- Milton Ross (en) : Lichtenstein, agent des services secrets
- Ethel Grey Terry : Rose
- Kenneth Harlan : Dr Wilmot Allen
- Claire Adams : Barbara Ferris
- Cesare Gravina : Le vieil artiste dans l'atelier de Barbara
- Clarence Wilson : Un escroc
- Edouard Trebaol : Bubbles
- Lee Phelps : un policier